# Le Pavillon-Sainte-Julie
Le Pavillon-Sainte-Julie är en kommun i departementet Aube i regionen Grand Est (tidigare regionen Champagne-Ardenne) i nordöstra Frankrike. Kommunen ligger  i kantonen Troyes 4e Canton som ligger i arrondissementet Troyes. År 2022 hade Le Pavillon-Sainte-Julie 278 invånare.

## Befolkningsutveckling
Antalet invånare i kommunen Le Pavillon-Sainte-Julie
Referens: INSEE